# El petit llibre roig dels estudiants
Den lille røde bog for skoleelever (en català El petit llibre roig dels estudiants) és una monografia publicada originalment a Dinamarca, el 1969, pels professors Soren Hansen i Bo Dan Andersen i el psicòleg Jesper Jensen. L'obra va ser ràpidament traduïda a diversos idiomes (The Little Red Schoolbook, Le petit livre des écoliers et lycéens...). L'edició catalana (Petit llibre roig dels joves estudiants), traduïda per Jordi Moners a partir de l'edició francesa, la va publicar les Joventuts Revolucionàries Catalanes (JRC), l'any 1973, organització creada el 1972 com a joventuts del PSAN, vinculada al PSAN-P a partir de l'escissió de 1974. La primera edició en espanyol (El libro rojo del cole) la va fer Edicions Utopia, de Barcelona. Posteriorment, durant la Transició espanyola, l'editorial Nuestra cultura la va publicar, amb edició literària de Lluís Cabrera, dins de la col·lecció Mano y cerebro.
Des d'un enfocament marxista, el llibre critica el sistema educatiu vigent aleshores, tot oferint solucions per als alumnes que l'havien de patir. D'aquesta manera dona indicacions de com queixar-se d'un professor o com organitzar una protesta. També informa els adolescents sobre els riscos del consum de drogues, presentant el fet de prendre'n o no com una simple opció personal. Finalment, es toquen sense embuts temes com la sexualitat juvenil. En la seva època fou un llibre molt polèmic, prohibit en diversos països.
Vet aquí algunes citacions: 
- Si esteu farts de contemplar el clatell i l'esquena dels vostrs companys, canvieu la disposició de les taules. Si penseu que la classe té un aspecte trist i malenconiós, arregleu-la al vostre gust per tal de fer-la habitable.

- Qui avalua els avaluadors?.

- Hi ha moltíssimes maneres de fer servir el temps durant un any escolar, però, certament, el vell sistema de pla de treball heretat de l'Edat Mitjana és el que a l'Administració li resulta més fàcil de seguir, car tothom el coneix.